# Route du Point-de-Vue
La route du Point-de-Vue est une voie située dans le 12e arrondissement de Paris, en France.

## Origine du nom

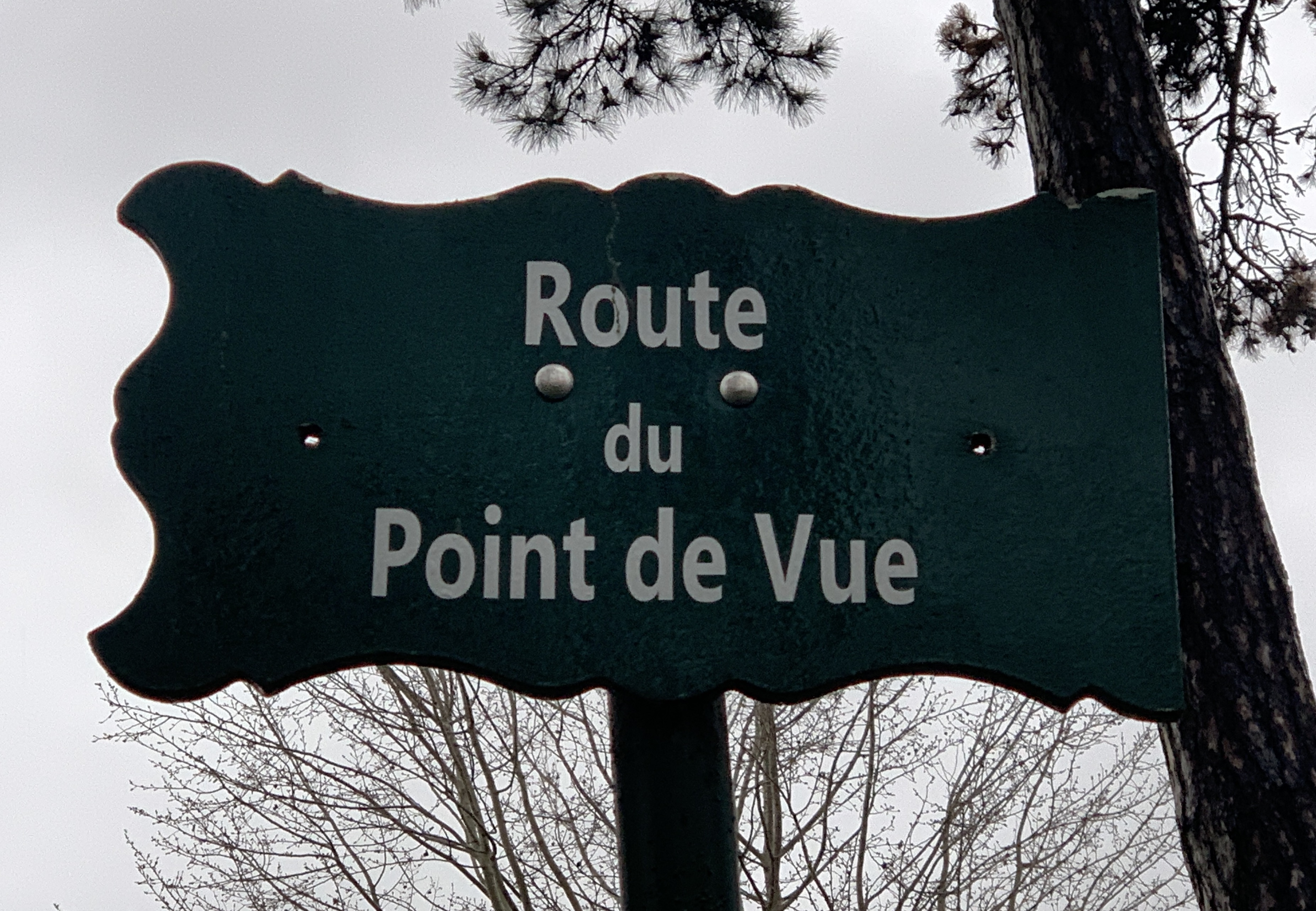
Plaque de la route.